# Futebol nos Jogos da Lusofonia
O futebol faz parte do programa dos Jogos da Lusofonia desde a primeira edição em 2006, tendo sido disputados apenas o torneio masculino até então.

## Quadro de medalhas histórico
Masculino
| Ordem | País       | Medalha de ouro | Medalha de prata | Medalha de bronze |   |
| ----- | ---------- | --------------- | ---------------- | ----------------- | - |
| 1     | Portugal   | 1               | 1                | 0                 | 2 |
| 2     | Cabo Verde | 1               | 0                | 1                 | 2 |
| 3     | Índia      | 1               | 0                | 0                 | 1 |
| 4     | Angola     | 0               | 1                | 1                 | 2 |
| 5     | Moçambique | 0               | 1                | 0                 | 1 |
| 6     | Sri Lanka  | 0               | 0                | 1                 | 1 |